# Maunga Terevaka
Maunga Terevaka (též pouze Terevaka) je nejvyšší (507 m n. m.), nejrozlehlejší a nejmladší ze tří vyhaslých sopek na Velikonočním ostrově. Je to štítová sopka, jež tvoří podstatnou část ostrova. Na jejím úbočí se nachází množství vedlejších sopečných kuželů a kráterů.
Dva z nich (Rano Aroi a Rano Raraku) mají v kráteru jezero srážkové vody.

## Geologie a vulkanologie
Sopka Maunga Terevaka je jednou ze tří sopek tvořících Velikonoční ostrov. Je rozlohou největší a zaujímá podstatnou část ostrova. Kromě ní je na ostrově kráter sopky Rano Kau, tvořící jihozápadní výběžek ostrova a sopka Poike tvořící nejvýchodnější část ostrova. Terevaka je nejmladší z ostrovních sopek. Naposledy vybuchla v pleistocénu a její stáří je maximálně 400 000 roků. Lávové úbočí sopky je staré 110 000 až 150 000 let.

Na ostrově se nachází asi 104 pyroklastických kuželů nebo kráterů, z nichž většina leží na úbočí sopky Terevaka. Vedle již zmíněných Rano Raraku a Rano Kau je to např. Mangua Retu, Mangua Tangaroa, Tari, Maunga Kahu Rea, Maunga Vaka, Maunga Anamarama, Hani-Hani či Mahatua.

## Lomy v Rano Raraku a Puna Pau
Na úbočí sopky Terevaka se nachází dva lomy, v nichž původní obyvatelstvo vytvářelo sochy Moai a jejich doplňky. Na jižní straně kráteru Rano Raraku je lom, kde vzniklo většina soch Moai, vytvořených na ostrově.
Druhý lom se nalézá v kráteru Puna Pau, blízko Ahu Akivi. V tomto lomu se vytvářely z červené, snadno opracovatelné sopečné strusky Pukaa soch Moai.